# Нешто између
Нешто између је југословенски филм из 1982. године у режији Срђана Карановића.
Југословенска кинотека у сарадњи са Вип мобајл и Центар филмом је рестаурисала овај филмски класик. Премијера је одржана 5. децембра 2019. у свечаној сали Југословенске кинотеке у Београду.

## Радња
Американка долази у Београд како би посетила свог старог пријатеља. Међутим, у Београду, на егзотичној граници између истока и запада, она постаје део љубавног троугла.

## Улоге
| Глумац                  | Улога           |
| ----------------------- | --------------- |
| Карис Корфман           | Ева             |
| Предраг Мики Манојловић | Јанко Радошевић |
| Драган Николић          | Марко           |
| Зорка Манојловић        | Мајка           |
| Рената Улмански         | Тетка           |
| Соња Савић              | Твигица         |
| Горица Поповић          | Дуња            |
| Нина Кирсанова          | Баба            |

## Културно добро
Југословенска кинотека је, у складу са својим овлашћењима на основу Закона о културним добрима, 28. децембра 2016. године прогласила сто српских играних филмова (1911–1999) за културно добро од великог значаја. На тој листи се налази и филм Нешто између.